# ضربة بروسيا

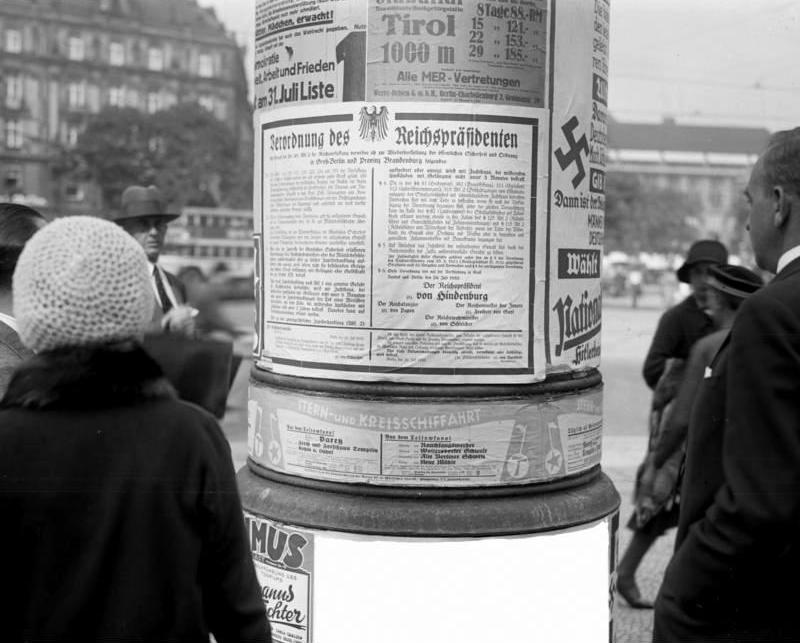
مرسوم طارئ كما أعلن بول فون هيندينبيرغ في عمود إعلان في برلين. وقد تم اعتقال جميع المسؤولين الحكوميين في بروسيا، بمن فيهم كارل سيفرينج، وألبرت غريزينسكي، وبرنارد فايس، وماغنوس هيمانسبيرج، خلال الانقلاب على أيدي السلطات العسكرية.

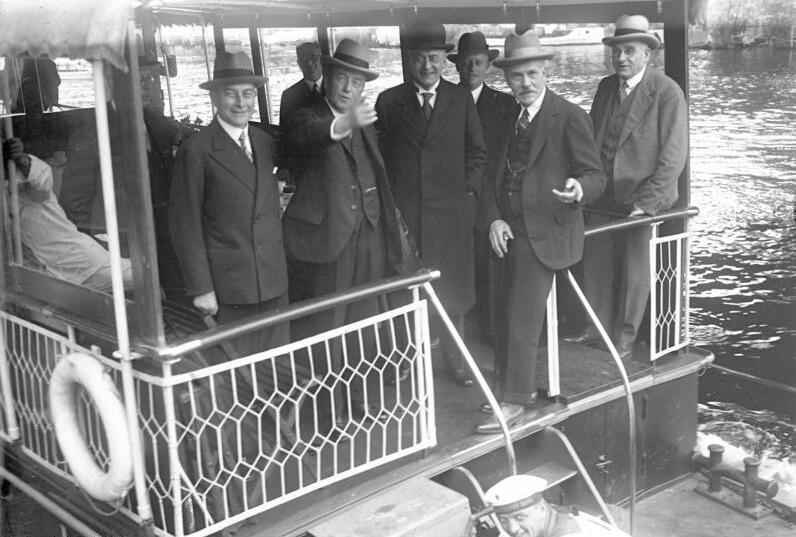
في يوليو 1931 زار السياسيون البريطانيون بروسيا. في الصورة، من اليسار إلى اليمين: وزير الخارجية الألماني يوليوس كورتيوس، ووزير الخارجية البريطاني آرثر هندرسون، والمستشار الألماني هاينريش برونينج، ورئيس الوزراء البريطاني جيمس رامساي ماكدونالد، (المفصول عنه لاحقًا)، الوزير بروسيا أوتو براون. تم التقاط الصورة أثناء رحلة السفينة في وانسي، برلين.

Preußenschlag لعام 1932 (تُلفظ بالألمانية: [ˈpʁɔʏsənˌʃlaːk] ، الانقلاب البروسي)، المعروف أيضًا باللغة الإنجليزية باسم الانقلاب في بروسيا أو الانقلاب في بروسيا، كان الاستيلاء على ولاية بروسيا الحرة، وهي أكبر ولاية ألمانية في الرايخ، من قبل المستشار فرانز فون بابن، باستخدام مرسوم الطوارئ. صادر عن الرئيس بول فون هيندنبورغ بموجب المادة 48 من دستور فايمار في 20 يوليو 1932.
لقد كانت خطوة كبيرة نحو نهاية جمهورية فايمار، حيث سهّلت لاحقًا عملية التهدئة (جلايش شالتونج ألمانيا (ثم دويتشه رايخ) بعد وصول أدولف هتلر إلى السلطة في 30 يناير 1933.
كانت حجة هذا الإجراء هي الاضطرابات العنيفة في بعض مناطق بروسيا وعدم قدرة الحكومة البروسية المزعومة على التعامل مع هذه المسألة. وكان الزناد الرئيسي هو " Altonaer Blutsonntag "(«Altona Bloody Sunday»)، وهو خلاف بين كتيبة العاصفة والشيوعيين في Altona في 17 يوليو 1932. مات 18 شخصًا، 16 منهم برصاص الشرطة.
على الأرجح أن الحكومة البروسية برئاسة الوزير أوتو براون، التي تتمتع بسلطة على قوة الشرطة البروسية القوية، كانت ببساطة واحدة من آخر القوى الرئيسية التي تقف في طريق خطط بابن للحكم القومي.
تم تسهيل هذه الخطوة بسبب الوضع غير المستقر للحكومة البروسية. كان ائتلاف الاشتراكيين الديمقراطيين وحزب الوسط والحزب الديمقراطي الألماني الليبرالي يحكمون بروسيا دون انقطاع منذ عام 1918، لكنهم فقدوا أغلبيتهم في لانداغت (برلمان الولاية) في الانتخابات التي جرت في 24 أبريل 1932 . ومع ذلك، بموجب الدستور البروسي، يمكن إقالة الحكومة من منصبه فقط إذا كانت هناك أغلبية إيجابية لخليفة محتمل. هذا الحكم، المعروف باسم «التصويت البناء لحجب الثقة»، كان يهدف إلى ضمان حصول الحكومة على الدعم الكافي للحكم.
احتل الشيوعيون والاشتراكيون الوطنيون أكثر من نصف المقاعد بينهم، لكنهم لن يتعاونوا مع بعضهم البعض أو مع الأحزاب الأخرى. وبالتالي، لم تكن هناك حكومة بديلة واقعيًا سياسيًا، وظل الائتلاف بقيادة براون في السلطة.
ومع ذلك، افتقر بابن أيضا إلى دعم الأغلبية في الرايخستاغ. كانت الوسيلة الوحيدة للحكم من خلال أحكام الطوارئ الواردة في المادة 48، وبالتالي من خلال المراسيم الصادرة عن Reichspräsident Hindenburg، والتي كان لبابن تأثير كبير عليها. رفض مرسوم الطوارئ الصادر في 20 يوليو حكومة براون وأعلن بابن رايشسكوميسار (مفوض الرايخ) لبروسيا، ومُنح له جميع صلاحيات الوزارات البروسية، ومنحه السيطرة المباشرة على الحكومة البروسية.
تم إعلان عدم دستورية المرسوم جزئيًا في 25 أكتوبر 1932 من قبل Constitutional Court [staatsgerichtshof für das deutsche reich] الألمانية، ولكن فقط فيما يتعلق بالوجود الرسمي لمجلس الوزراء البروسي. تم تأييد نقل السلطة إلى بابين، بينما احتفظت خزانة براون بالحق في تمثيل بروسيا في الرايخسرات.
ظلت بروسيا تحت الإدارة المباشرة للحكومة الفيدرالية حتى أبريل 1933. أعطى قانون التمكين لعام 1933 هتلر السلطة الفعالة لسن التشريعات (بما في ذلك القوانين غير الدستورية) دون موافقة الرايخستاغ. كان أحد استخدامات هتلر لقانون التمكين هو حل جميع برلمانات الولايات (باستثناء بروسيا) وإعادة تشكيلها بناءً على نتائج الانتخابات الفيدرالية الخالية جزئيًا التي أجريت في مارس (باستثناء المقاعد الشيوعية). تم استبعاد بروسيا من هذا الإجراء لأنها أجرت انتخابات ولاية في نفس الوقت، وكانت النتيجة مماثلة (التعددية النازية). بعد أن تم حظر الشيوعيين الآن وسجن معظم الديمقراطيين الاجتماعيين أو في المنفى (سيتم حظر الحزب الديمقراطي الاشتراكي في يونيو / حزيران)، أصبح للنازيين الآن أغلبية في البرلمان البروسي، الذي انتخب هيرمان جورينج رئيسًا للوزراء. ومع ذلك، تحت حكم هتلر، استبدلت الولايات الألمانية بشكل فعال من قبل جاو النازية.
تم حل ولاية بروسيا في النهاية من قبل الحلفاء بعد نهاية الحرب العالمية الثانية.